# 侯庸
侯庸，字景中，山东平度人。明朝政治人物、進士出身。

## 生平
洪武十七年，山東鄉試中舉。洪武十八年（1385年），侯庸中二甲第十九名进士，升任吏部给事中，后请纳官代父并获准。之后侯庸被贬，后被召还并升任礼部侍郎。洪武二十年（1387年），署吏部尚書。洪武二十二年，授吏部左侍郎。洪武二十三年辭職歸鄉。